# Trimetopon viquezi
Trimetopon viquezi är en ormart som beskrevs av Dunn 1937. Trimetopon viquezi ingår i släktet Trimetopon och familjen snokar.
Inga underarter finns listade i Catalogue of Life.
Artens utbredningsområde är Costa Rica. Denna orm är endast känd från området kring orten Siquirres. Exemplar hittades vid 60 meter över havet. De upptäcktes i regnskogar. Honor lägger ägg.
Skogarna röjdes i samband med skapandet av staden Siquirres. Det befaras att arten är utdöd. IUCN listar arten än så länge som akut hotad (CR).